# 9854 Karlheinz
9854 Karlheinz este un asteroid din centura principală de asteroizi.

## Descriere
9854 Karlheinz este un asteroid din centura principală de asteroizi. A fost descoperit pe 15 ianuarie 1991 la Tautenburg de Freimut Börngen. El prezintă o orbită caracterizată de o semiaxă mare de 2,64 ua, o excentricitate de 0,16 și o înclinație de 4,5° în raport cu ecliptica.